# 응답하라 내 사랑 (삐리삐리)
《응답하라 내 사랑 (삐리삐리)》는 대한민국의 가수 겸 배우 유하은의 첫 싱글앨범으로 2017년 4월 24일 발매되었다.

## 트랙리스트
| #  | 제목                                    | 작사   | 작곡   | 편곡   | 재생 시간 |
| -- | --------------------------------------- | ------ | ------ | ------ | --------- |
| 1. | 〈응답하라 내 사랑 (삐리삐리)〉         | 강은경 | 조영수 | 조영수 | 3:12      |
| 2. | 〈사랑아 인생아〉                       | 조영수 | 조영수 | 조영수 | 3:04      |
| 3. | 〈응답하라 내 사랑 (삐리삐리) (Inst.)〉 |        | 조영수 | 조영수 | 3:12      |
| 4. | 〈사랑아 인생아 (Inst.)〉               |        | 조영수 | 조영수 | 3:04      |